# Königin-Charlotte-Gymnasium Stuttgart
Das Königin-Charlotte-Gymnasium (kurz KCG) ist ein öffentliches Gymnasium in Stuttgart.

## Geschichte
Die Schule wurde im Jahr 1914 als „Städtische Mädchenschule III“ in der Heusteigstraße 97 gegründet. Im Jahr 1915 wurde sie in Königin-Charlotte-Realschule umbenannt. Charlotte zu Schaumburg-Lippe (1864–1946) war die letzte Königin von Württemberg. Der Bau des neuen Schulgebäudes in der Zellerstraße ging von 1918 bis 1921, in welches die Schule am 13. Oktober 1921 einzog. 1939 wurde die Schule wegen des Kriegsausbruchs geschlossen. 1943 wurden die Schülerinnen der Unter- und Mittelstufe nach Reutlingen evakuiert. 1945 begann die Schule wieder in Stuttgart als mathematisch-naturwissenschaftliches Gymnasium. 1957 wurden neue Lehrpläne eingeführt. Als erste Stuttgarter Schule richtet das Königin-Charlotte-Gymnasium einen musischen Zug ein. In der musischen Oberstufe sind Musik bzw. Bildende Kunst Kernfächer und verbindliche Prüfungsfächer im Abitur. Wegen Schülermangel wurde dieser Zug 1970 wieder eingestellt. 1972 begann der Bau des Rembrandt-Schulzentrums in Stuttgart-Möhringen, in das die Schule am 5. April 1974 einzog. Seit 1981 finden Projekttage statt, und seit 1987 wird Japanisch als AG und in der Kursstufe unterrichtet. 1992 wurde Spanisch als dritte Fremdsprache eingeführt. 1994 entfiel der Samstagsunterricht. 1999 wurde das Fach Naturphänomene für die fünfte und sechste Klasse eingeführt. Im Jahre 2001 wurde das 8-jährige Gymnasium parallel zum 9-jährigen Gymnasium gestartet. 2004 übernahm Andrea Funke-Fuchs die Leitung. Zu den bekannten Lehrern der Schule gehört der auch als Schriftsteller hervorgetretene Historiker Heiger Ostertag.

## Schulleitung
- 1914–1928: Herr Werner
- 1928–1937: Herr Krockenberger
- 1937–1938: Herr Obermeyer
- 1938–1945: Herr Wahl
- 1945–1946: Frau Breit, Frau Steinmetz
- 1947–1965: Hedwig Rau
- 1965–1974: Irma Huber
- 1974–1984: Willy Diezel
- 1984–2004: Hansbert Bertsch
- 2004–2022: Andrea Funke-Fuchs
- seit 2022: Benjamin Köhler

## Bekannte Lehrer
- Vera Vollmer (1874–1953), bis 1921 Lehrerin an der damaligen Königin-Charlotte-Realschule

## Bekannte Schüler
- Ingeborg Hoppe (1920–1983), Modefotografin
- Ursula Schweitzer (1916–1960), Ägyptologin
- Gerda Taro (1910–1937), Fotografin[1]